# Cretanaspis lushangfenensis
Cretanaspis lushangfenensis es una especie de coleóptero de la familia Mordellidae. Es la única especie del género Cretanaspis.

## Distribución geográfica
Habita en Pekín (China).